# Конкордська угода
Конкордська угода (англ. Concorde Agreement) — це контракт між Міжнародною автомобільною федерацією (FIA), командами Формули-1 і Formula One Group, який диктує умови, за якими команди змагаються в гонках, і як розподіляються призові гроші та доходи від телебачення. Існувало вісім версій Конкордської угоди, усі умови якої трималися в суворій таємниці: перша була підписана в 1981 році, а наступні в 1987, 1992, 1997, 1998, 2009, 2013 роках; нинішня угода була підписана в 2021 році. Таємницю порушив гоночний журналіст Форрест Бонд, коли наприкінці 2005 року видання RaceFax опублікувало 120 сторінок Конкордської угоди 1997 року.
Метою даних угод є заохочення професіоналізму та підвищення комерційного успіху Формули-1. Умови угоди зазвичай включають зобов'язання команд брати участь у кожній гонці, що робить Формулу-1 більш надійною для мовників, які інвестують значні кошти для придбання прав на телевізійну трансляцію, а команди натомість отримують відсоток від комерційного доходу.

## Перша Конкордська угода  (1981)
У 1979 році була розпущена Міжнародна спортивна комісія, підлегла організація FIA, яка на той час була керівним органом Формули-1. Її замінила Міжнародна федерація автоспорту (FISA), яка виконувала ту саму функцію. FISA неодноразово конфліктувала з Асоціацією конструкторів Формули-1 (FOCA), яка представляла інтереси команд. Виконавчим директором FOCA на той час був Берні Екклстоун, а його юридичним радником був Макс Мослі, в той час як посаду президента FISA займав Жан-Марі Балестр.
Конфлікт між двома організаціями, який став відомий як війна між FISA та FOCA, призвели до того, що декілька гонок були скасовані або оголошені недійсними (наприклад, Гран-прі Іспанії 1980 року). Постачальник шин Goodyear погрожував повністю вийти з Формули-1, що могло б стати комерційною катастрофою для спорту, тому Екклстоун організував зустріч з усіма керівниками команд, Балестром та іншими представниками FISA в штаб-квартирі FIA на Площі Згоди (фр. Place de la Concorde) в Парижі, Франція. 19 січня 1981 року, після переговорів, що тривали тринадцять годин поспіль, усі присутні сторони підписали першу Конкордську угоду, названу на честь площі, на якій проходили переговори.
Умови контракту залишаються здебільшого конфіденційними, хоча його відомі умови вимагали від команд-підписантів з’являтися та змагатися в кожній гонці, а також гарантували їхнє право на це, щоб запевнити нещодавно отриманих телевізійних глядачів, що вони матимуть можливість дивитися перегони. Ця угода також надала FOCA право транслювати перегони Формули-1 — пізніше це право було «орендовано» компанії Formula One Promotions and Administration, засновником і власником якої був Берні Екклстоун. Іншим важливим елементом стала стабільність у правилах, описана як захист команд від «примх керівного органу».
Перша Конкордська угода діяла до 31 грудня 1987 року.

## Друга Конкордська угода (1987)
Друга Конкордська угода регулювала сезони з 1987 по 1991 роки. Коли в 1987 році було укладено нову угоду, Екклстоун продав Brabham та створив компанію Formula One Promotions and Administration (FOPA), щоб керувати телевізійними правами для команд. FOPA пізніше стала відомою як Formula One Management (FOM). FOPA отримувала 49% доходів від телебачення, в той час як 1% йшов командам, а решта 50% FIA. FOPA також отримувала всі гонорари, сплачені промоутерами та виплачувала призові гроші командам.

## Третя Конкордська угода (1992)
Третя Конкордська угода охоплювала сезони з 1992 по 1996 роки. Екклстоун вимагав схвалення Жана-Марі Балестра та FIA для передачі телевізійних прав Формули-1 до FOCA. Він домовився, щоб його діловий партнер Педді Макнеллі, який добре володів французькою, обговорив угоду з Балестром. Зрештою угода була досягнута, оскільки Балестр не знав про агресивну експансію Екклстоуна та цінність телевізійних прав. Макс Мослі став президентом FIA невдовзі після цього в 1993 році.

## Четверта Конкордська угода (1997)
У 1995 році FIA вирішила передати комерційні права Формули-1 від FOCA до Адміністрації Формули-1 на 14-річний період. В обмін на це Екклстоун забезпечить щорічний платіж. McLaren, Williams і Tyrrell виступили проти цього, відхиливши запропоновану Конкордську угоду, переговори про яку почалися ще в 1993 році. Кена Тіррелла особливо розлютив той факт, що Екклстоун, як президент FOCA, домовився про перехід прав від нинішньої організації до його власної компанії. Тіррелл також виступав проти засекречення додатку до угоди, стверджуючи, що секретність угоди пішла б тільки на користь Екклстоуну (через послаблення переговорної сили інших сторін).
Зазначені три команди відмовилися підписати запропоновану угоду, спочатку за підтримки решти команд. Проте 5 вересня 1996 року нова угода була підписана всіма командами, крім McLaren, Williams і Tyrrell. Угода мала діяти з 1 січня 1997 року до 31 грудня 2002 року.
У 2005 році гоночний журналіст Форрест Бонд опублікував усі 120 сторінок Конкордської угоди 1997 року на сайті видання RaceFax, зробивши її першою та єдиною версією угоди, яка коли-небудь була оприлюднена.

## П'ята Конкордська угода (1998)
Зайнявши позицію проти дій Екклстоуна, FIA та ширших комерційних аспектів Формули-1, McLaren, Williams і Tyrrell втратили як вплив у Формулі-1, так і дохід, який вони отримували б як підписанти. Пізніше було досягнуто компромісу, і 27 серпня 1998 року було підписано нову Конкордську угоду, яка включала вищезгадані три команди та мала діяти до 31 грудня 2007 року.

## Шоста Конкордська угода (2009)
7 грудня 2004 року на зустрічі, в якій взяли участь керівники всіх команд, крім Ferrari, Екклстоун запропонував виплату 260 мільйонів фунтів стерлінгів протягом трьох років в обмін на одностайне поновлення п'ятої Конкордської угоди, яка гарантувала б продовження Формули-1 в її тодішньому вигляді. принаймні до закінчення терміну дії цього контракту.
19 січня 2005 року Ferrari оголосила, що підписала продовження попередньої угоди до кінця 2012 року. 18 липня 2005 року команда Red Bull також підписала продовження угоди, як це зробили Jordan і Midland через два дні. 7 грудня 2005 року Williams стала четвертою командою, яка підписала продовження угоди.
27 березня 2006 року п'ять команд, підтримуваних Асоціацією виробників Гран-Прі (GPMA) — BMW Sauber, Renault, Honda, McLaren і Toyota — подали заявки на сезон 2008 року, погодившись залишитися в спорті до 2012 року. 14 травня 2006 року п'ять команд, підтримуваних GPMA, підписали меморандум про взаєморозуміння з власниками комерційних прав (CVC Capital Partners та Екклстоуном), який став основою для наступної Конкордської угоди. Таким чином, повноцінної Конкордської угоди на сезон 2008 року не було укладено, а Меморандум, продовження та угоди з іншими окремими командами діяли як тимчасове рішення.
29 липня 2008 року десять команд створили Асоціацію команд Формули-1 (FOTA) для обговорення умов контракту. Після суперечки між FOTA та FIA у першій половині 2009 року нова угода була підписана Мослі та всіма командами окрім Sauber, оскільки її мажоритарний власник BMW, незадовго до цього оголосив про свій намір покинути Формулу-1 наприкінці 2009 року, а Петер Заубер не встиг викупити контрольний пакет акцій до кінцевого терміну підписання угоди, визначеного FIA. Нова угода передбачала продовження умов угоди 1998 року та діяла до 31 грудня 2012 року. На тому ж засіданні Всесвітньої ради автомобільного спорту FIA також було погоджено програму обмеження ресурсів, а також переглянутий спортивний та технічний регламенти сезону 2010 року.

## Сьома Конкордська угода (2013)
Конкордська угода 2013 року зайняла тривалий період переговорів. Шоста угода діяла до 31 грудня 2012 року, але на початок сезону 2013 року нова угода не була укладена. У жовтні 2012 року FIA повідомила, що вони очікують остаточного врегулювання між усіма залученими сторонами протягом декількох тижнів. Насправді це тривало до вересня 2013 року.
Строго кажучи, угода 2013 року насправді не відповідала вимогам Конкордської угоди, оскільки це був не колективний договір між залученими сторонами. Скоріше це низка окремих двосторонніх угод між Formula One Group Берні Екклстоуна та всіма іншими залученими сторонами, зокрема FIA та окремими командами Формули-1.
У жовтні 2012 року Берні Екклстоун заявив, що у нього вже є домовленості з усіма командами на період 2013-2020 років. Однак цей список ще не включав Marussia. У жовтні 2013 року Marussia вдалося підписати власну двосторонню угоду з Formula One Group.
Угода між FIA та Formula One Group була підписана в липні 2013 року та набула чинності 27 вересня 2013 року. Термін її дії закінчився 31 грудня 2020 року. У повідомленні FIA для преси про цю угоду згадувалося, що «сторони рухатимуться до укладення багатосторонньої Конкордської угоди», але така багатостороння угода так і не відбулася.

## Восьма Конкордська угода (2021)
Переговори щодо нової угоди почалися в межах загальних обговорень щодо майбутнього Формули-1 у 2017 році. Кінцевий термін досягнення угоди продовжили до 31 жовтня 2019 року. В січні 2020 року повідомлялося, що укладення угоди наближається до завершення, але згодом було відкладено через пандемію COVID-19. Під час вікенду Гран-прі 70-річчя керівник команди Mercedes Тото Вольфф заявив про своє незадоволення умовами нової угоди, яка передбачала введення обмеження бюджету з сезону 2021 року та зміни розподілу призових. Вольфф вважав, що його команда постраждає найбільше від цих змін. У відповідь керівництво Формули-1 повідомило, що вони «рухаються вперед» і «більше не відкладатимуть» кінцевий термін підписання. Однак після переговорів з Чейзом Кері Вольфф змінив позицію і заявив про готовність підписати нову угоду. Нова Конкордська угода мала на меті захистити цінність діючих команд, вимагаючи від нових учасників сплачувати наперед 200 мільйонів доларів, що розподілялися порівну між десятьма існуючими командами, в обмін на право отримати частку доходу в перший рік змагань. Раніше нові учасники отримували грошовий приз лише за другий рік змагань.
18 серпня 2020 року Ferrari, McLaren і Williams оголосили, що вони уклали нову Конкордську угоду, а наступного дня Формула-1 оголосила про підписання угоди рештою команд. Перша Конкордська угода, підписана під управлінням Liberty Media, охоплює сезони з 2021 по 2025 рік і набула чинності 1 січня 2021 року.